# 洗濯ばさみ

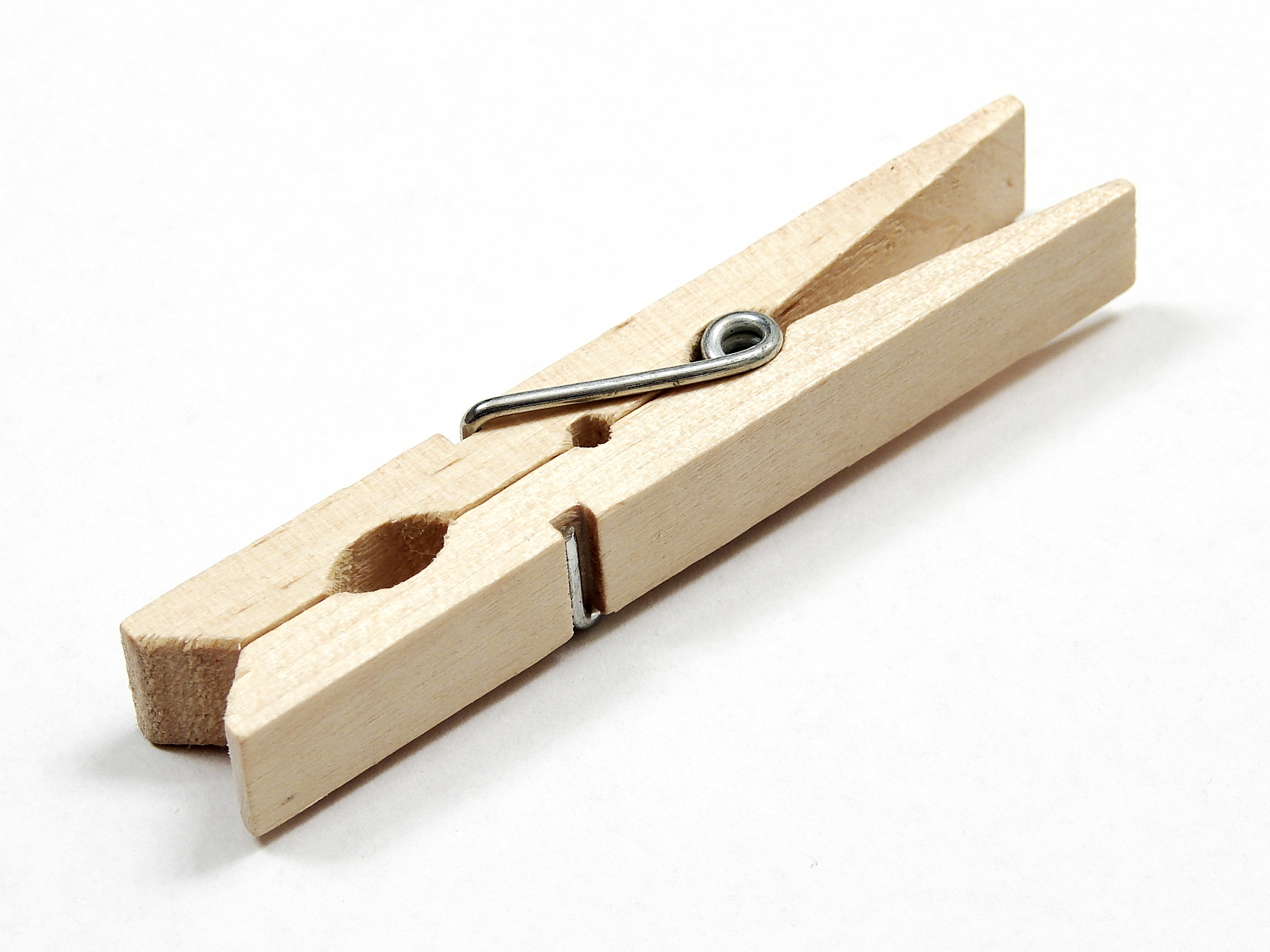
木製の洗濯ばさみ。

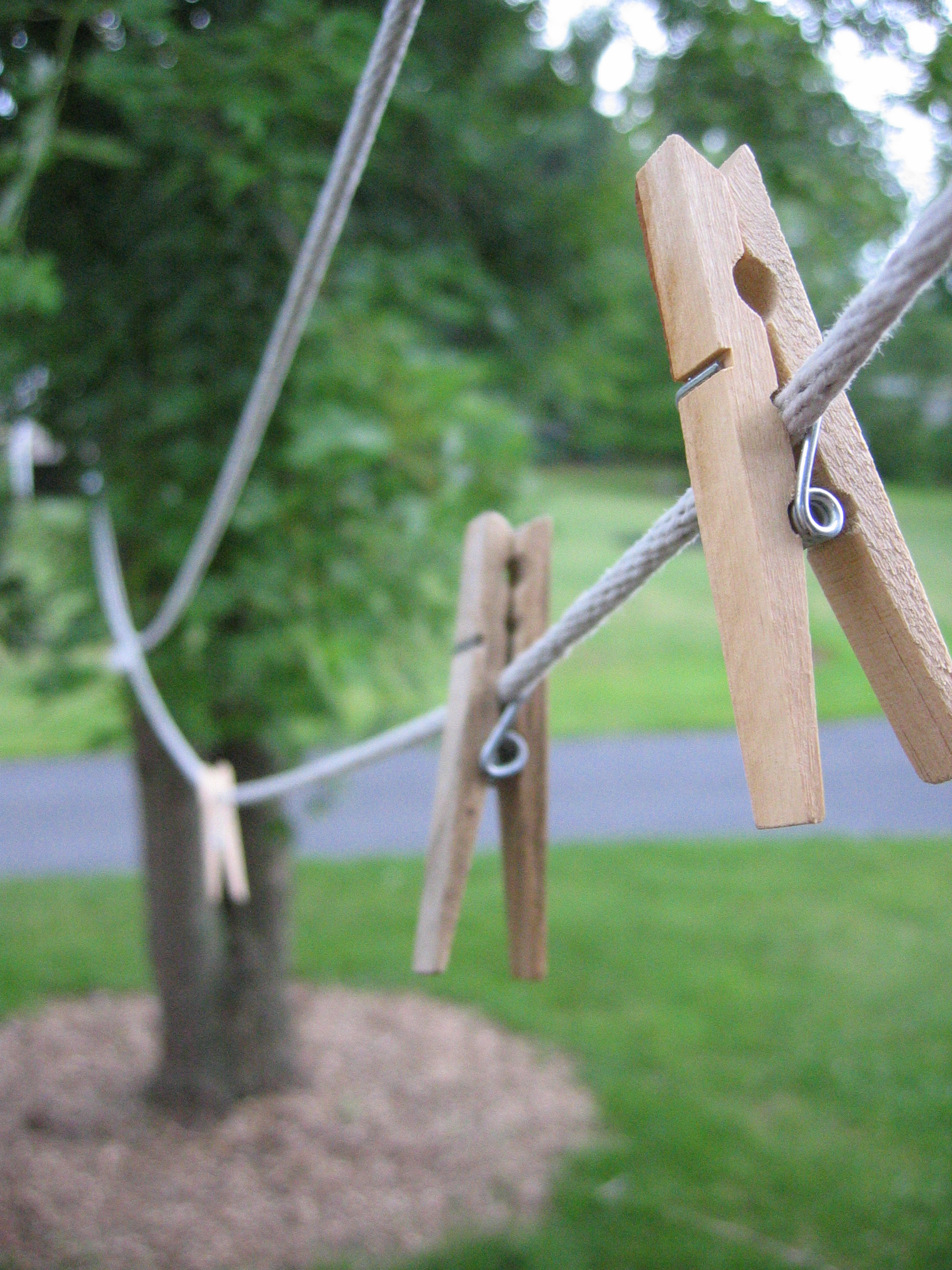
物干しひもに留めている木製の洗濯ばさみ。

洗濯ばさみ（せんたくばさみ）は、洗濯物や布団などを干す場合に落下しないよう挟んでとめる留め具。表記は洗濯挟みとも。英語で衣類、布もの、洗濯物を挟む道具は、ばね式も含めClothespinあるいはClothes peg、また単に"Peg"、などと呼ばれ、ごくまれに"C47"とも。
近年のものは、一般的には、金属ばねを用いていて、一端を指でつまむことによって先端部分が開き、手を離すと先端が狭まり固定される仕組みとなっている。数世紀前は金属ばねを用いておらず、木製で二股に分かれたペグの形をしたものばかりだった。
- 機構。図の右端を指でつまんで力をいれ（F3とF4）間隔を狭めると、Oを支点として左端の間隔が開く。指の力を抜くと先端にはF1およびF2の力が生じ、閉じる。
- 動き。なお、左の図とは左右が逆である。

## 歴史
広い意味での布挟み（英語ではClothespinやClothes peg）と呼ばれる道具は西欧で近世までには考案されていたといわれており、19世紀初頭までに家庭に広く普及した。ただし、初期のこれらの道具は木の棒の先端部分を布が挟めるよう割いただけのものであった。
19世紀から20世紀にかけて木製のばね付きの洗濯ばさみが登場した。20世紀後半になると本体にプラスチックを利用したものが普及した。
なお、日本へ洗濯ばさみが伝来したのは明治時代のことである。
- 19世紀-20世紀、ドイツ、ヴュルテンベルクの洗濯ばさみ（薄い板状で、ペグ型。材質はオークやポプラ）
- ドイツの画家Wilhelm Schumannの1846年の絵画。画面右上の布物は洗濯ばさみで留めてある。
- 葛飾北斎の画。画面左の布物が、素朴な布ばさみ（樹皮がついたままの木の枝を短く切り二股に加工したもの）で竿に留められている。
- 現在でも英語ではclothespinクロージズピン や clothes pegクロージズ・ペグ と呼ばれるのは、もともとこのように単純に（ヘア）ピンやペグの形をしていたから。
- 現在でも実際に使っているところ（2005年、アメリカオレゴン州）
- 安価な木で大量に作ったもの
- 品質の良い木でひとつひとつ手作りされたもの（1940年代）
- ペグ型のまま樹脂製にしたもの（フランス、2004年）

## 材質
ヨーロッパでは、質感が重視され、今も木製やステンレス製のものが好まれ、それらが主流である。
日本では昭和初期は木製や薄いアルミ製のものが多かった。アルミ製のものは長年使うことができた。高度成長期になると（洗濯ばさみに限らず多くのものが大量生産優先で安価なプラスチック製のものが増え）、洗濯バサミもプラスチック製が増え、2つのプラスチック部位をねじりコイルばねで組み合わせたものがほとんどとなった。なお、ばねの形状がCの字型の物は機械による量産が困難で、一つ一つ手作業で作られていた。だが、プラスチックの質感を嫌う人や、プラスチック製は（屋内ならばさほど問題は無いが）屋外で日光にさらされると数カ月〜1年弱ほどで劣化してしまい割れてしまったり、おまけに割れる以前から劣化で視覚的にも非常にみすぼらしくなることもあり、それらの欠点を嫌う人も多いので、平成ころからは質感が良く西洋風の雰囲気が漂う木製やステンレス製のものが見直され、それらの販売割合が増えている。おしゃれな洋風生活雑貨を扱う店では輸入の木製の洗濯ばさみが置かれ、生活用品にもこだわる人によって好んで購入され、近年ではダイソーなどの百均でもプラスチック製と並びステンレス製も販売されている。

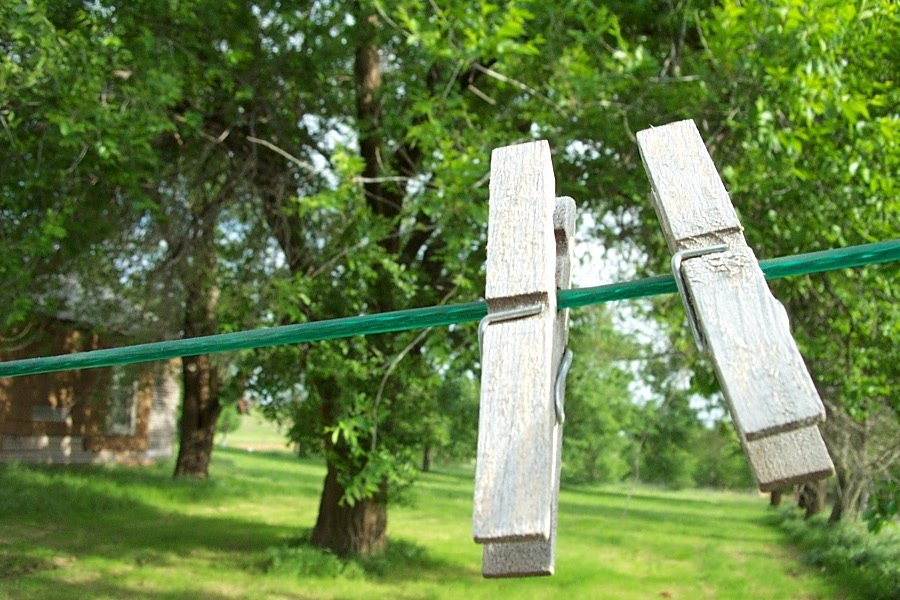
木製の洗濯ばさみ。
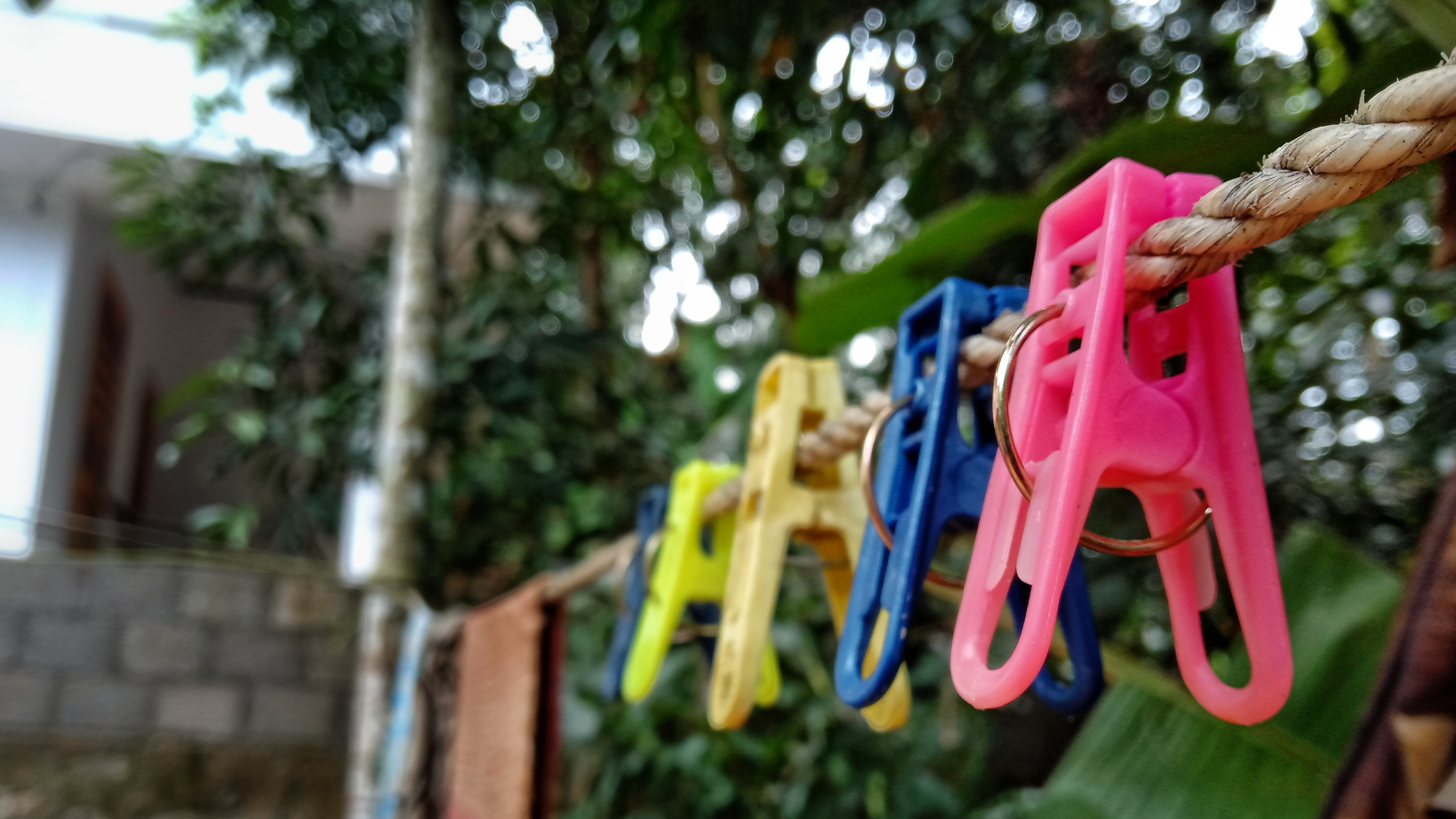
プラスチック製の洗濯ばさみ。
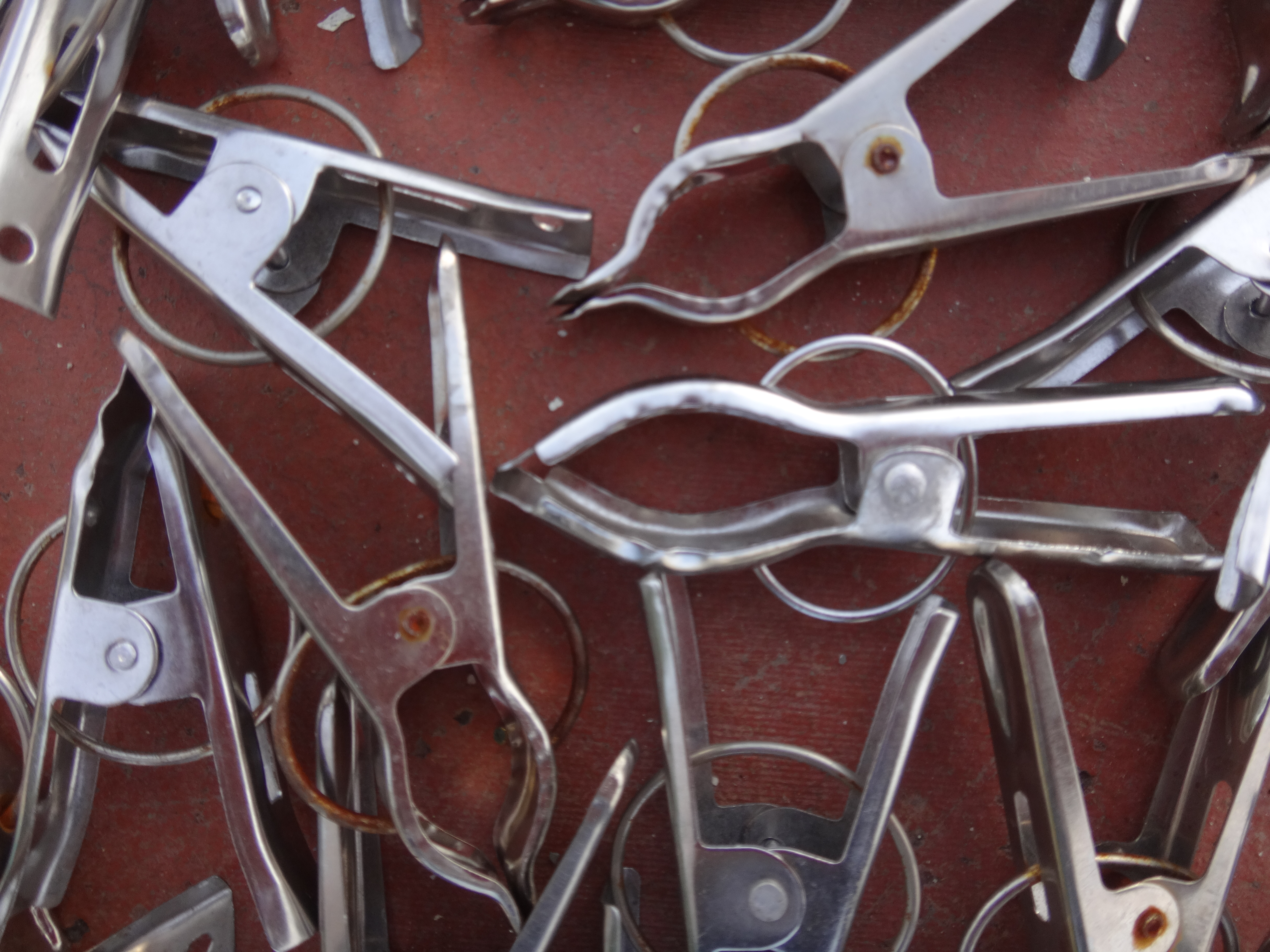
金属製洗濯ばさみ。

## 用途

### 洗濯

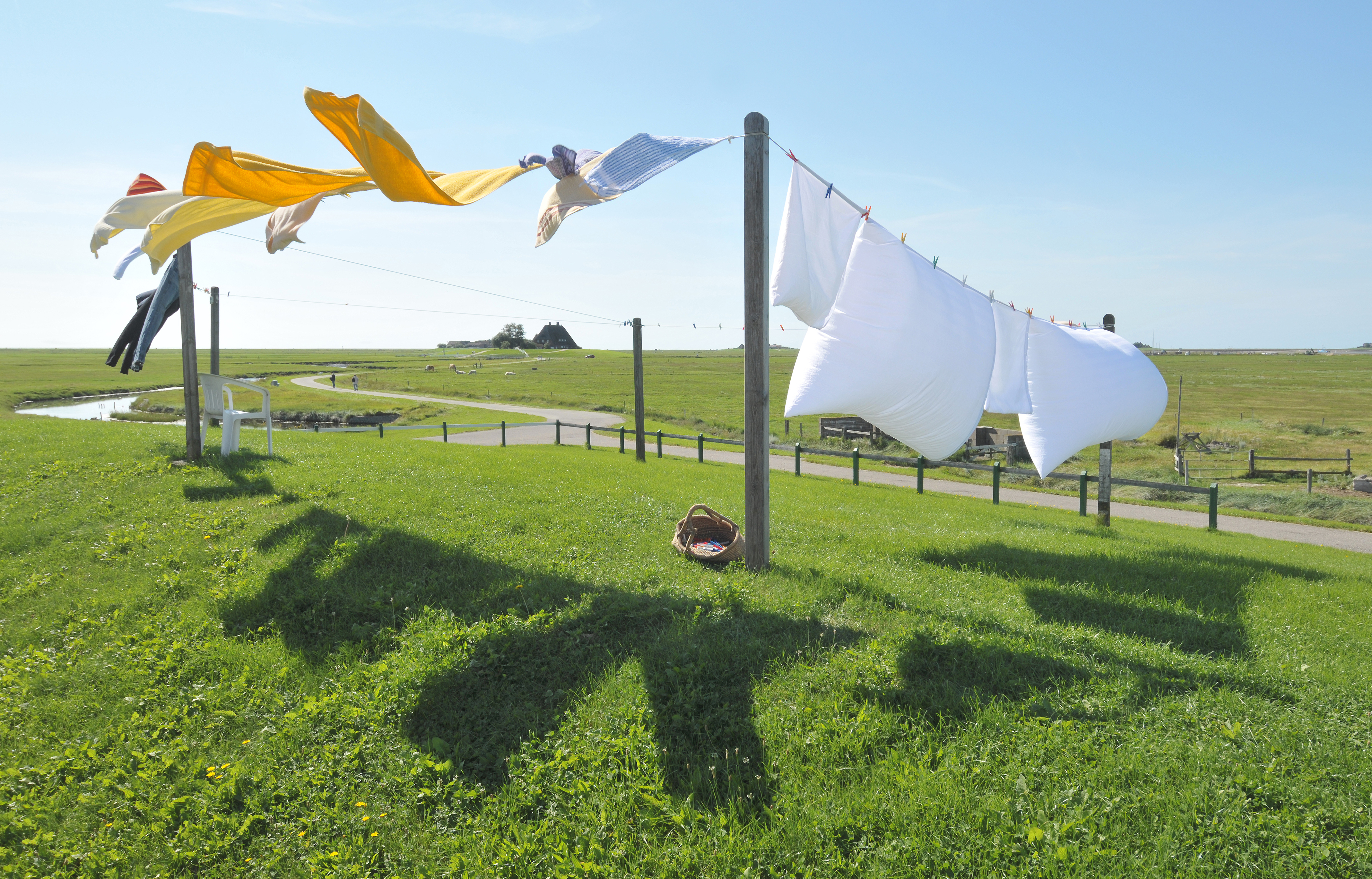

洗濯ばさみは主に洗濯物を乾燥させるためにひもや物干しざおなどにかけるとき、かけた洗濯物を落ちないように固定するために使われ、様々なデザインや色彩のものがある。
布団など大型のものを固定する場合には、通常の洗濯ばさみでは固定できないので、「布団ばさみ」など専用の留め具を用いる。

### 洗濯以外での用途
- 開封した食品の袋の口を閉じるのに使われる（せんべい、スナック菓子、海苔の袋など）。
- 写真フィルムを手作業で現像する際、現像液にさらしたフィルムや印画紙を乾燥する過程で吊るしておく際に使われる。
- 模型工作の過程で接着剤の乾燥を待つ間、部品を固定しておくために使われる。
- ものに札類やメモ類をつけるために。また洗濯ばさみに物を書いた札をつければ付箋のようにも使える（1998年のエイプリルフールには、ジョークRFCとしてRFC 2322（洗濯ばさみ-DHCPによるIPアドレス管理。日本語訳）が発表された）。
- 洗濯ばさみはそのスプリングの効果によって、子供達の興味をそそる対象にもなっており、様々な自由工作の材料として用いられる。パチンコや鼠捕り、ピストル、雷管...などと子供の想像力がかきたてられる。
- 若草物語では、四女のエイミーが低い鼻を気にして、矯正するために洗濯ばさみで鼻をはさんで寝ていたというエピソードが出てくる。
- テレビのバラエティ番組ではゲームなどの罰ゲームとして、洗濯ばさみで顔を挟む（あるいは挟んだまま引っ張って外し、痛覚を刺激する）ことがある。実際の痛み以上に見た目の愉快さを求めて行われる。
- 金属製の洗濯ばさみを蚊取り線香の任意の場所に挟んでおくことで、自動的に途中で消火させることができる（樹脂製や木製の洗濯ばさみでは火災の恐れがあり危険）。

- 食品の袋の口を閉じるために
- さまざまなものを紐にぶらさげるために
- 札やメモをつけるために
- 洗濯バサミを使った工作
- 洗濯バサミ + 棒（箸でも可）+ 靴の紙箱で作ったサッカーゲーム（香港の博物館展示）
- バイオリンやビオラのブリッジを挟んで簡易的な弱音器として